# Momentum (ord)
 For alternative betydninger, se Momentum. (Se også artikler, som begynder med Momentum)
Momentum (latin movimentum, movere: bevæge) er et forholdsvis nyt ord i dansk sprogbrug. Ordet er kendt fra 1991, dog brugte Klaus Rifbjerg det allerede i 1977 i Et bortvendt ansigt.
Momentum kommer fra engelsk og betyder fremdrift.  På engelsk betyder momentum også impuls.